# Alfa Circini
Alfa Circini (α Cir) – gwiazda zmienna w gwiazdozbiorze Cyrkla, najjaśniejsza w tej konstelacji. Znajduje się w odległości 53 lat świetlnych.

## Nazwa
Nazwa własna gwiazdy, Xami, pochodzi od południowoafrykańskiego asteryzmu „oczu lwa”, czyli gwiazd Alfa i Beta Centauri; przy takim wyobrażeniu pysk lwa wskazuje właśnie gwiazda α Cir. Międzynarodowa Unia Astronomiczna w 2024 formalnie zatwierdziła użycie nazwy Xami dla określenia tej gwiazdy.

## Charakterystyka
Jest to karzeł, typu widmowego F1 V, o barwie pomarańczowej. Jasność obserwowana tej gwiazdy to ok. 3,18m, jasność absolutna 2,1m. Gwiazda ma bardzo dziwne widmo. Formalnie jej typ widmowy to ApSrEuCr, gdzie p pochodzi od ang. peculiar, „szczególny”. Spektrum jest wzbogacone liniami absorpcyjnymi ciężkich pierwiastków: strontu, europu i chromu, bardzo niezwykłych dla karła typu A, nieco bardziej masywnego i kilka razy jaśniejszego od Słońca.
Alfa Circini leży na tle Drogi Mlecznej. Jest łatwą do odnalezienia gwiazdą podwójną o składnikach trzeciej i dziewiątej wielkości gwiazdowej, które można rozdzielić przy użyciu małego teleskopu. Odległość składników A i B wynosi 15,7″ a okres obiegu 180 lat.